# 박은우 (배우)
박은우(2000년 6월 30일 ~ )은 대한민국의 배우이다.

## 영화
- 2019년 《살인택시괴담: 야경 챕터2》 ... 은우 역
- 2021년 《기억의 시간》 ... 지정연 역
- 2022년 《범죄도시 2》 ... 슈퍼 여대생 역

## 드라마
- 2017년 네이버TV 《어톡행 (시즌 2)》 ... 은우 역
- 2018년 OCN 《플레이어》 ... 변영지 역
- 2019년 픽고 《픽고 PICKGO》 ... 박소현 역
- 2019년 KBS2 《최고의 이혼》 ... 장세진 역
- 2020년 JTBC 《친구에서 연인이 되는 경우의 수》 ... 지현의 친구 역
- 2021년 SBS 《모범택시》 ... 피팅 모델 역
- 2021년 와이낫미디어 《아이돈케어》 ... 심슬기 역
- 2021년 tvN 《소녀의 세계 2》 ... 조유정 역
- 2022년 감성클릭 《YOU & IT》 ... 미나 역
- 2022년 AYO 에이요 《무물쭈물 ep.13》 ... 유진 역
- 2022년 [CU]씨유튜브 《편의점 고인물》 ... 이하루 역
- 2022년 SBS 《치얼업》 … 미정 역
- 2023년 MBC 《연인》 … 유영채 역
- 2024년 MBC 《이토록 친밀한 배신자》 … 박지연 역
- 2025년 SBS 《우리 영화》 … 남재인 역